# IndyCar Series 2025
Die NTT IndyCar Series 2025 ist die 104. Meisterschaftssaison im US-amerikanischen Monoposto-Sport und die 29. Saison der IndyCar Series. Die 17 Rennen umfassende Saison begann am 2. März in St. Petersburg (Florida) und endet am 31. August in Nashville (Tennessee).

## Fahrer und Teams

### Technisches
- Alle Teams benutzen das Chassis Dallara DW12 mit dem IR-18-Aerokit und Reifen von Firestone.
- Zum ersten Mal in der Geschichte der IndyCar Series starten die Teams in eine komplette Saison mit Hybridantrieb, inklusive dem Indianapolis 500.

### Teams
- Prema Racing hat sich als 11. Team eingeschrieben für die IndyCar-Saison 2025. Das Team wird zwei Autos einsetzen.
- Der Ausrichter der IndyCar Series Penske Entertaiment hat im Oktober 2024 bekannt gegeben, dass es bis und mit 2031 ein Charter-System geben wird. Dieses System garantiert, dass pro Saison 25 Autos fest eingeschrieben sind und an allen Rennen der Saison am Start stehen. Die maximale Anzahl der Charter-Autos ist auf drei pro Team festgelegt. Chip Ganassi Racing rüstet daher von fünf auf drei Autos zurück. Die Autos von Prema Racing sind im ersten Jahr noch nicht Teil der Vereinbarung, da man im Jahr 2024 noch nicht an der Meisterschaft teilnahm. Für das Indianapolis 500 können auch künftig zusätzliche Autos in die Qualifikation gebracht werden, die maximale Teilnehmerzahl bleibt bei 33 Autos fürs Rennen.[1]

### Fahrer
- David Malukas wechselt vom Team Meyer Shank Racing zu A. J. Foyt Racing.
- Christian Lundgaard ist neu bei Arrow McLaren unter Vertrag, nicht mehr bei Rahal Letterman Lanigan (RLL).
- NASCAR-Pilot Kyle Larson hat sich nach 2024 auch für 2025 für das Indianapolis 500 eingeschrieben. Sein Auto wird von Arrow McLaren in Zusammenarbeit mit dem Team Rick Hendrick zur Verfügung gestellt.
- Bei Ed Carpenter Racing ist neu Alexander Rossi im Team, der bis anhin für Arrow McLaren am Start stand. Teamchef Ed Carpenter hat sich nur für das Indianapolis 500 mit einem dritten Auto eingeschrieben.
- Bei Meyer Shank Racing hat Marcus Armstrong David Malukas abgelöst. Armstrong fuhr in der letzten Saison für Chip Ganassi Racing.

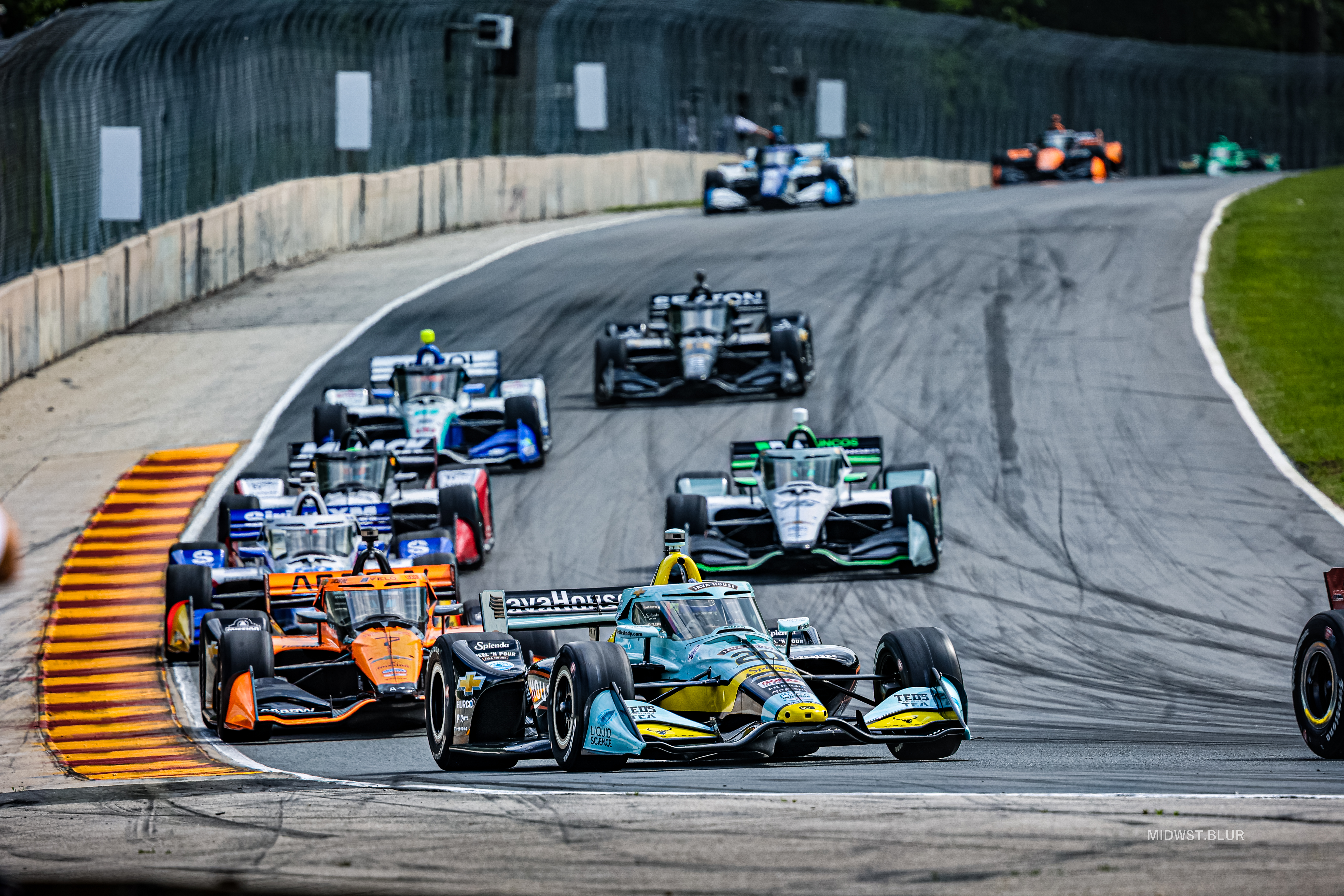
Die IndyCar Series 2025 in Road America

| Teams                                         | Motor     | Nr. | Fahrer              | Rennen          |
| --------------------------------------------- | --------- | --- | ------------------- | --------------- |
| A. J. Foyt Racing                             | Chevrolet | 14  | Santino Ferrucci    | 1 – 12, 14 – 17 |
| A. J. Foyt Racing                             | Chevrolet | 41  | David Malukas       | 1 – 17          |
| Andretti Global / Curb-Agajanian              | Honda     | 26  | Colton Herta        | 1 – 17          |
| Andretti Global                               | Honda     | 27  | Kyle Kirkwood       | 1 – 17          |
| Andretti Global                               | Honda     | 28  | Marcus Ericsson     | 1 – 17          |
| Andretti Global                               | Honda     | 98  | Marco Andretti      | 6               |
| Arrow McLaren                                 | Chevrolet | 5   | Pato O’Ward         | 1 – 17          |
| Arrow McLaren                                 | Chevrolet | 6   | Nolan Siegel        | 1 – 11, 13 – 17 |
| Arrow McLaren                                 | Chevrolet | 7   | Christian Lundgaard | 1 – 17          |
| Arrow McLaren / Rick Hendrick                 | Chevrolet | 17  | Kyle Larson         | 6               |
| Chip Ganassi Racing                           | Honda     | 8   | Kyffin Simpson      | 1 – 17          |
| Chip Ganassi Racing                           | Honda     | 9   | Scott Dixon         | 1 – 17          |
| Chip Ganassi Racing                           | Honda     | 10  | Alex Palou          | 1 – 17          |
| Dale Coyne Racing                             | Honda     | 18  | Rinus VeeKay        | 1 – 17          |
| Dale Coyne Racing                             | Honda     | 51  | Jacob Abel          | 1 – 17          |
| Dreyer & Reinbold Racing / Cusick Motorsports | Chevrolet | 23  | Ryan Hunter-Reay    | 6               |
| Dreyer & Reinbold Racing / Cusick Motorsports | Chevrolet | 24  | Jack Harvey         | 6               |
| Ed Carpenter Racing                           | Chevrolet | 20  | Alexander Rossi     | 1 – 17          |
| Ed Carpenter Racing                           | Chevrolet | 21  | Christian Rasmussen | 1 – 17          |
| Ed Carpenter Racing                           | Chevrolet | 33  | Ed Carpenter        | 6               |
| Juncos Hollinger Racing                       | Chevrolet | 77  | Conor Daly          | 1 – 17          |
| Juncos Hollinger Racing                       | Chevrolet | 78  | Sting Ray Robb      | 1 – 17          |
| Meyer Shank Racing                            | Honda     | 06  | Hélio Castroneves   | 6               |
| Meyer Shank Racing                            | Honda     | 60  | Felix Rosenqvist    | 1 – 17          |
| Meyer Shank Racing                            | Honda     | 66  | Marcus Armstrong    | 1 – 17          |
| Prema Racing                                  | Chevrolet | 83  | Robert Shwartzman   | 1 – 17          |
| Prema Racing                                  | Chevrolet | 90  | Callum Ilott        | 1 – 17          |
| Rahal Letterman Lanigan Racing                | Honda     | 15  | Graham Rahal        | 1 – 17          |
| Rahal Letterman Lanigan Racing                | Honda     | 30  | Devlin DeFrancesco  | 1 – 17          |
| Rahal Letterman Lanigan Racing                | Honda     | 45  | Louis Foster        | 1 – 17          |
| Team Penske                                   | Chevrolet | 2   | Josef Newgarden     | 1 – 17          |
| Team Penske                                   | Chevrolet | 3   | Scott McLaughlin    | 1 – 17          |
| Team Penske                                   | Chevrolet | 12  | Will Power          | 1 – 17          |

## Rennkalender
Das Rennen auf dem The Thermal Club Raceway in Kalifornien war zum ersten Mal ein Meisterschaftslauf. Im Jahr 2024 war diese Veranstaltung ein reines Preisgeld-Rennen ohne Meisterschaftsstatus. Es war das erste Meisterschaftsrennen für Einsitzer im Riverside County seit 1983, dass in der Gegend von Edgemont ausgetragen wurde, 120 km nordwestlich des Coachella Valley, wo sich die aktuelle Rennstrecke befindet.
Der 13. Lauf der Saison 2024 wurde vorgezogen und ist 2025 das 8. Rennen der Saison. Das Rennen auf dem Oval-Kurs in Madison startete am 15. Juni, nicht mehr im August. Die Änderung wurde vorgenommen, weil die Rennstrecke ihren Lauf zur NASCAR Cup Series nicht im Juni austragen wollte, da dieser aufgrund der Ausstrahlung das fünfte Rennen im Premiumfernsehen von MGM die geringste Medienpräsenz hatte.
Auf der Milwaukee Mile werden nicht mehr zwei Rennen stattfinden an einem Wochenende, so wie im Vorjahr. Es gibt nur noch ein Wochenende mit zwei Rennen im Kalender. Auf dem Iowa Speedway starten die IndyCars am Samstag, dem 12. und am Sonntag, dem 13. Juli.
| Nr. | Datum          | Start MEZ/MESZ | Ort (Staat)         | Rennen / Rennstrecke                                                        | Distanz (mi / km) Runden     | Erster        | Zweiter             | Dritter             | Pole Position     | Schnellste Runde  |
| --- | -------------- | -------------- | ------------------- | --------------------------------------------------------------------------- | ---------------------------- | ------------- | ------------------- | ------------------- | ----------------- | ----------------- |
| 1.  | 2. März        | 18:30          | St. Petersburg (FL) | Grand Prix of St. Petersburg Streets of St. Petersburg (T)                  | 180,0 / 289,70 100 Runden    | Alex Palou    | Scott Dixon         | Josef Newgarden     | Scott McLaughlin  | Josef Newgarden   |
| 2.  | 23. März       | 20:00          | Thermal (CA)        | The Thermal Club The Thermal Club Raceway (P)                               | 199,36 / 320,83 65 Runden    | Alex Palou    | Pato O’Ward         | Christian Lundgaard | Pato O’Ward       | Pato O’Ward       |
| 3.  | 13. April      | 22:40          | Long Beach (CA)     | Grand Prix of Long Beach Long Beach Grand Prix Circuit (T)                  | 177,12 / 285,05 90 Runden    | Kyle Kirkwood | Alex Palou          | Christian Lundgaard | Kyle Kirkwood     | Kyffin Simpson    |
| 4.  | 4. Mai         | 19:45          | Leeds (AL)          | Indy Grand Prix of Alabama Barber Motorsports Park (P)                      | 207,0 / 333,13 90 Runden     | Alex Palou    | Christian Lundgaard | Scott McLaughlin    | Alex Palou        | Alex Palou        |
| 5.  | 10. Mai        | 22:45          | Speedway (IN)       | Grand Prix of Indianapolis Indianapolis Motor Speedway (P)                  | 207,32 / 333,64 85 Runden    | Alex Palou    | Pato O’Ward         | Will Power          | Alex Palou        | Alex Palou        |
| 6.  | 25. Mai        | 19:25          | Speedway (IN)       | Indianapolis 500 Indianapolis Motor Speedway (O)                            | 500 / 804,67 200 Runden      | Alex Palou    | David Malukas       | Pato O’Ward         | Robert Schwarzman | Helio Castroneves |
| 7.  | 1. Juni        | 18:30          | Detroit (MI)        | Detroit Grand Prix Detroit Street Circuit (T)                               | 164,5 / 264,70 100 Runden    | Kyle Kirkwood | Santino Ferrucci    | Colton Herta        | Colton Herta      | Kyffin Simpson    |
| 8.  | 16. Juni (Mo.) | 01:15          | Madison (IL)        | Bommarito Automotive Group 500 World Wide Technology Raceway at Gateway (O) | 324,7 / 522,60 260 Runden    | Kyle Kirkwood | Pato O’Ward         | Christian Rasmussen | Will Power        | Alex Palou        |
| 9.  | 22. Juni       | 19:45          | Elkhart Lake (WI)   | Grand Prix at Road America Road America (P)                                 | 220,77 / 355,29 55 Runden    | Alex Palou    | Felix Rosenqvist    | Santino Ferrucci    | Louis Foster      | Felix Rosenqvist  |
| 10. | 6. Juli        | 19:00          | Lexington (OH)      | Indy 200 at Mid-Ohio Mid-Ohio Sports Car Course (P)                         | 202,50 / 325,90 90 Runden    | Scott Dixon   | Alex Palou          | Christian Lundgaard | Alex Palou        | Scott McLaughlin  |
| 11. | 12. Juli       | 23:00          | Newton (IA)         | INDYCAR 275 Rennen 1 Iowa Speedway (O)                                      | 240,625 / 387,248 275 Runden | Pato O’Ward   | Josef Newgarden     | Will Power          | Josef Newgarden   | Pato O’Ward       |
| 12. | 13. Juli       | 19:00          | Newton (IA)         | INDYCAR 275 Rennen 2 Iowa Speedway (O)                                      | 240,625 / 387,248 275 Runden | Alex Palou    | Scott Dixon         | Marcus Armstrong    | Alex Palou        | David Malukas     |
| 13. | 20. Juli       | 18:00          | Toronto (ON)        | Indy Toronto Streets of Toronto (T)                                         | 160,72 / 258,66 90 Runden    | Pato O’Ward   | Rinus VeeKay        | Kyffin Simpson      | Colton Herta      | Colton Herta      |
| 14. | 27. Juli       | 21:00          | Monterey (CA)       | Grand Prix of Monterey Laguna Seca (P)                                      | 212,61 / 342,16 95 Runden    | Alex Palou    | Christian Lundgaard | Colton Herta        | Alex Palou        | Alex Palou        |
| 15. | 10. August     | 21:00          | Portland (OR)       | Grand Prix of Portland Portland International Raceway (P)                   | 216,04 / 347,68 110 Runden   | Will Power    | Christian Lundgaard | Alex Palou          | Pato O’Ward       | Will Power        |
| 16. | 24. August     | 20:00          | West Allis (WI)     | Snap-On 250 Milwaukee Mile (O)                                              | 253,75 / 408,371 250 Runden  |               |                     |                     |                   |                   |
| 17. | 31. August     | 20:30          | Lebanon (TN)        | Big Machine Music City 300 Nashville Superspeedway (O)                      | 299,25 / 481,495 225 Runden  |               |                     |                     |                   |                   |

Legende: (O) Ovalkurs, (T) temporäre Rennstrecke (Stadtkurs), (P) permanente Rennstrecke

## Fahrer-Meisterschaft

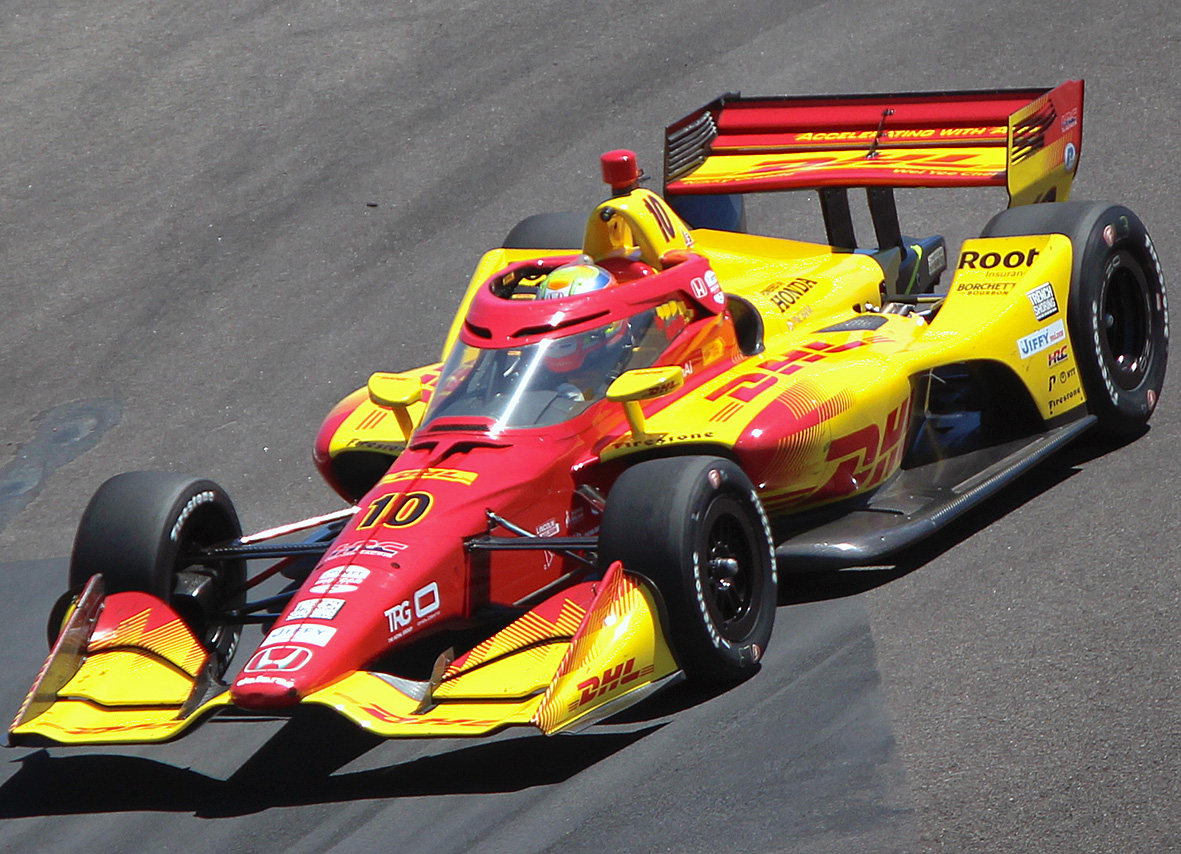
Alex Palou im Auto von Chip Ganassi Racing in Monterey 2025

### Punkteverteilung
| Position                    | 1  | 2  | 3  | 4  | 5  | 6  | 7  | 8  | 9  | 10 | 11 | 12 | 13 | 14 | 15 | 16 | 17 | 18 | 19 | 20 | 21 | 22 | 23 | 24 | 25+ |
| --------------------------- | -- | -- | -- | -- | -- | -- | -- | -- | -- | -- | -- | -- | -- | -- | -- | -- | -- | -- | -- | -- | -- | -- | -- | -- | --- |
| Punkte                      | 50 | 40 | 35 | 32 | 30 | 28 | 26 | 24 | 22 | 20 | 19 | 18 | 17 | 16 | 15 | 14 | 13 | 12 | 11 | 10 | 9  | 8  | 7  | 6  | 5   |
| Indianapolis 500 Qualifying | 12 | 11 | 10 | 9  | 8  | 7  | 6  | 5  | 4  | 3  | 2  | 1  |    |    |    |    |    |    |    |    |    |    |    |    |     |

- Außerdem gab es je einen Zusatzpunkt für die Pole-Position und für alle Fahrer mit mindestens einer Führungsrunde.
- Der Fahrer mit den meisten Führungsrunden bekam zwei weitere Zusatzpunkte.

| Pos. | Fahrer                | STP | THE | LBH | ALA | IGP | INDY | DET | BOM  | ROA | MDO | IOW | IOW | TOR  | LAG | POR | MIL | NSH | Pt. |
| ---- | --------------------- | --- | --- | --- | --- | --- | ---- | --- | ---- | --- | --- | --- | --- | ---- | --- | --- | --- | --- | --- |
| 1    | Alex Palou            | 1L  | 1L  | 2   | 1L* | 1L  | 16L  | 25  | 8    | 1L  | 2L* | 5L  | 1L* | 12L* | 1L* | 3L  |     |     | 626 |
| 2    | Pato O’Ward           | 11  | 2L* | 13  | 6   | 2   | 33L  | 7L  | 2L   | 17  | 5   | 1L  | 5   | 1L   | 4   | 25L |     |     | 475 |
| 3    | Scott Dixon           | 2L  | 10  | 8L  | 12  | 5   | 204  | 11L | 4L   | 9L* | 1L  | 10  | 2   | 10   | 5   | 11  |     |     | 411 |
| 4    | Christian Lundgaard   | 8L  | 3   | 3L  | 2   | 16  | 78   | 8   | 14   | 24L | 3   | 21  | 6   | 13   | 2   | 2   |     |     | 398 |
| 5    | Kyle Kirkwood         | 5   | 8   | 1L* | 11  | 8   | 32   | 1L* | 1L   | 4L  | 8   | 26  | 18L | 6    | 16  | 20  |     |     | 387 |
| 6    | Will Power            | 26  | 6   | 5   | 5   | 3   | 16   | 4L  | 27   | 14  | 26  | 3L  | 24  | 11   | 7   | 1L* |     |     | 342 |
| 7    | Felix Rosenqvist      | 7   | 5   | 4   | 13  | 10  | 45   | 21L | 16L  | 2L  | 6   | 17  | 7   | 19   | 24  | 9   |     |     | 337 |
| 8    | Colton Herta          | 16L | 4   | 7   | 7   | 25  | 14   | 3L  | 17   | 16  | 4L  | 13  | 20  | 4L   | 3   | 10  |     |     | 333 |
| 9    | Marcus Armstrong      | 24L | 7   | 14L | 17L | 7L  | 18   | 6   | 9    | 5   | 7   | 9L  | 3   | 14   | 8   | 8   |     |     | 331 |
| 10   | David Malukas         | 13  | 18  | 17  | 16  | 23  | 27L  | 14  | 12L* | 7L  | 17  | 12  | 4   | 9    | 13  | 19  |     |     | 287 |
| 11   | Scott McLaughlin      | 4L* | 27  | 6   | 3L  | 4   | 3010 | 12L | 24L  | 12L | 23  | 4   | 26  | 26   | 10  | 7   |     |     | 285 |
| 12   | Rinus VeeKay          | 9   | 17  | 19  | 4   | 9   | 27   | 27  | 7L   | 10  | 9   | 16  | 12  | 2L   | 23  | 17  |     |     | 272 |
| 13   | Christian Rasmussen   | 15  | 12  | 23  | 15  | 19  | 6L   | 24L | 3L   | 18  | 25  | 6   | 8   | 20   | 9   | 12  |     |     | 257 |
| 14   | Santino Ferrucci      | 14  | 14  | 11  | 18  | 20  | 5    | 2   | 5L   | 3   | 16  | 8   | 15  | INJ  | 22  | 27  |     |     | 253 |
| 15   | Graham Rahal          | 12  | 11  | 22  | 14  | 6L* | 17   | 20  | 22   | 20  | 24  | 11  | 19  | 7    | 12  | 4L  |     |     | 246 |
| 16   | Alexander Rossi       | 10  | 9L  | 15  | 8   | 14  | 28L  | 10  | 11L  | 13  | 15  | 25  | 17  | 25   | 15  | 5   |     |     | 244 |
| 17   | Kyffin Simpson        | 18  | 15  | 10L | 21  | 27  | 25   | 5   | 15   | 6L  | 10L | 18  | 13  | 3    | 27  | 21  |     |     | 240 |
| 18   | Josef Newgarden       | 3L  | 13  | 27  | 10  | 12  | 22   | 9   | 25L  | 25  | 27  | 2L* | 10L | 24   | 11  | 24L |     |     | 239 |
| 19   | Conor Daly            | 17  | 16  | 25  | 19  | 15  | 8L   | 17  | 6L   | 22  | 19  | 7   | 16  | 15   | 14  | 26  |     |     | 220 |
| 20   | Marcus Ericsson       | 6   | 21  | 12  | 20  | 26  | 319  | 13  | 13L  | 21  | 12  | 15  | 22  | 5L   | 25  | 22  |     |     | 208 |
| 21   | Nolan Siegel          | 25  | 19  | 20  | 9   | 13  | 13   | 19  | 19   | 8   | 11  | 24  | INJ | 18   | 18L | 16  |     |     | 195 |
| 22   | Callum Ilott          | 19  | 26  | 21  | 23  | 22  | 33   | 26  | 18L  | 15  | 13  | 23  | 21  | 8    | 6   | 6   |     |     | 191 |
| 23   | Louis Foster (R)      | 27  | 24  | 16  | 26  | 11  | 12   | 22L | 26   | 11L | 14  | 14  | 14  | 21   | 17  | 13  |     |     | 189 |
| 24   | Robert Shwartzman (R) | 20  | 22  | 18  | 25  | 18  | 261L | 16  | 10   | 27  | 21  | 20  | 9   | 16   | 21  | 15  |     |     | 183 |
| 25   | Sting Ray Robb        | 21  | 23  | 9L  | 22  | 21  | 23   | 15  | 20   | 26  | 18  | 22  | 23  | 17   | 19  | 14  |     |     | 160 |
| 26   | Devlin DeFrancesco    | 22  | 20  | 24  | 24  | 17L | 11L  | 23  | 23   | 19  | 20  | 19  | 25  | 22   | 20  | 18  |     |     | 145 |
| 27   | Jacob Abel (R)        | 23  | 25  | 26  | 27  | 24  | DNQ  | 18  | 21   | 23  | 22  | 27  | 11  | 23   | 26  | 23  |     |     | 107 |
| 28   | Takuma Sato           |     |     |     |     |     | 92L* |     |      |     |     |     |     |      |     |     |     |     | 36  |
| 29   | Hélio Castroneves     |     |     |     |     |     | 10   |     |      |     |     |     |     |      |     |     |     |     | 20  |
| 30   | Ed Carpenter          |     |     |     |     |     | 15L  |     |      |     |     |     |     |      |     |     |     |     | 16  |
| 31   | Jack Harvey           |     |     |     |     |     | 19L  |     |      |     |     |     |     |      |     |     |     |     | 12  |
| 32   | Ryan Hunter-Reay      |     |     |     |     |     | 21L  |     |      |     |     |     |     |      |     |     |     |     | 10  |
| 33   | Kyle Larson(R)        |     |     |     |     |     | 24   |     |      |     |     |     |     |      |     |     |     |     | 6   |
| 34   | Marco Andretti        |     |     |     |     |     | 29   |     |      |     |     |     |     |      |     |     |     |     | 5   |
| Pos. | Fahrer                | STP | THE | LBH | ALA | IGP | INDY | DET | BOM  | ROA | MDO | IOW | IOW | TOR  | LAG | POR | MIL | NSH | Pt. |

(R)=Rookie / (RY)=Rookie of the Year / Legende